# 埃德希亚姆·捷尼舍夫
埃德希亚姆·拉希莫维奇·捷尼舍夫（1921年4月25日—2004年7月11日），苏联和俄罗斯的语言学家、东方学家、突厥学家、蒙古学家，致力于对突厥语族和蒙古语的研究。捷尼舍夫曾是苏联科学院文献学博士、教授和通讯院士，曾担任俄罗斯科学院语言学研究所乌拉尔-阿尔泰语系主任、《苏联突厥学》杂志主编。

## 生平
1921年4月25日，捷尼舍夫出生于的俄罗斯苏维埃共和国奔萨省奔萨市一个鞑靼族家庭，父母是拉希姆·穆宾诺维奇·捷尼舍夫和阿米娜·阿里莫夫娜·捷尼舍夫。捷尼舍夫10岁时，随父母迁居至吉尔吉斯斯坦的贾拉拉巴德，并在那里完成了他的高中生涯。1938年中学毕业后，到莫斯科铁路运输工程学院桥梁隧道专业学习，在校期间专注于数学，并曾发表有关欧拉积分的文章。第二次世界大战期间，捷尼舍夫申请到前线作战，但因视力不佳而被拒绝，后转而在邮局和军工厂广播中心工作。曾参与斯摩棱斯克附近防御工事的建筑。
1945年二战胜利后，捷尼舍夫进入了列宁格勒大学东方系学习，并成为马洛夫、伊格纳特·克拉奇科夫斯基、尼古拉·德米特里耶夫、瓦西里·斯特鲁韦等语言学家、语文学家和东方学家的学生。在其主要指导教授马洛夫的教导下，捷尼舍夫主要从事突厥语相关领域的研究，包括鄂尔浑突厥语、回鹘语和现代突厥语族语言。1949年，捷尼舍夫在马洛夫指导下通过毕业论文《钦察语及其现代克恰克语的联系（变位系统）》的答辩，并进入研究生院。1953年，通过关于《金光明经》回鹘文写本的副博士学位论文的答辩。
1954年，捷尼舍夫成为由尼古拉·德米特里耶夫领导的突厥语研究室的科研人员。1956年，受中国中央民族学院和中国科学院民族语言研究所邀请，捷尼舍夫被苏联科学院主席团派遣至北京。一方面，协助中国专家调查中国境内突厥语族语言；另一方面，在中央民族学院开办的突厥语研究班授课，为中国培养突厥语教学研究人才。
在中国工作期间，捷尼舍夫在中央民族学院任教，教授大学生和研究生土耳其语和突厥语史课程。同时，他还用汉语发表了关于回鹘文献语言的两篇论文及著作。根据其讲义整理而成的中文著作《土耳其语语法》和《突厥语言研究导论》后来分别在1959年和1981年发表。在华期间，捷尼舍夫曾到中国中西部对维吾尔、撒拉、裕固等民族的生活地区进行三次田野调查，并获得大量语言学、民间文学、民族学和历史学等方面的材料。
1959年返回莫斯科后，他将在华期间积累的这些材料进行系统化整理，发表了大量有关回鹘语、撒拉语和西部裕固语和维吾尔语方言的著作。1964年，捷尼舍夫出任苏联科学院语言研究所突厥语蒙古语系（后改为乌拉尔-阿尔泰语系）主任。1969年，捷尼舍夫通过了博士论文《撒拉语结构》的答辩，并持续发表有关突厥语言及其方言的比较研究，参与了四卷本集体专着《突厥语比较历史语法》的编写。1984年，捷尼舍夫成为苏联苏联科学院通讯院士。1987年，捷尼舍夫出任俄罗斯突厥学家委员会主席。1990年代中期，捷尼舍夫开始关注克里米亚的各突厥语言，包括克里米亚鞑靼语、克里米亚卡拉伊姆语和克里姆查克语。除语言学和突厥学外，捷尼舍夫还曾参与对突厥语与蒙古语、乌拉尔语、西欧语言间联系的研究，以及对藏学的研究。他曾促进对民间传说和史诗的研究，曾担任《欧亚大陆人民史诗》丛书的主编，该丛书出版有《格萨尔王传》等布里亚特史诗，《玛纳斯》等吉尔吉斯史诗以及芬兰人和卡累利阿人的史诗。捷尼舍夫先后发表了60篇科学论文，曾参与编修《古代突厥语词典》。1995年，他游历新疆、西藏和华中地区的民族志日记发表，其中描述有当地人民的精神文化和物质文化。
2004年7月11日，捷尼舍夫在莫斯科去世，安葬于霍万斯基公墓。他去世一年后，妻子埃琳娜·亚历山德罗夫娜·特尼舍娃撰写的传记《埃德希亚姆·拉希莫维奇·捷尼舍夫：生平与作品（1921年-2004年）》出版，她还将丈夫的日记及珍贵摄影材料捐献给了俄罗斯人类学民族学博物馆。

## 著作
| 出版时间   | 作品名称                                                  | 作者                                                                 | 出版社             | 备注与来源 |
| ---------- | --------------------------------------------------------- | -------------------------------------------------------------------- | ------------------ | ---------- |
| 1958年9月  | 古代突厥语文献 （为中国科学院和中央民族学院研究生的讲义） | Э.捷尼舍夫                                                           |                    | [ 18 ]     |
| 1959年     | 土耳其语语法                                              | 埃·捷尼舍夫著， 中国科学院少数民族语言研究所翻译组译                 | 科学出版社         | [ 19 ]     |
| 1966年     | （黄维吾尔族语言）                                        | Э.Р.Тенишев，Б.Х.Тодаева                                             | 俄罗斯科学出版社   | [ 20 ]     |
| 1976年     | （撒拉语结构）                                            | Э.Р.Тенишев                                                          | 俄罗斯科学出版社   | [ 21 ]     |
| 1981年6月  | 突厥语言研究导论                                          | [苏]埃·捷尼舍夫著                                                    | 中国社会科学出版社 | [ 2 ]      |
| 1984年     | （突厥语历史比较语法）                                    | Э.Р.Тенишев                                                          | 俄罗斯科学出版社   | [ 22 ]     |
| 1990年     | （维吾尔方言词典）                                        | Э.Р.Тенишев                                                          | 俄罗斯科学出版社   | [ 23 ]     |
| 2014年8月  | 撒拉语结构                                                | [俄]Э.Р.捷尼舍夫著， 白萍译，马伟、马成俊校                          | 民族出版社         | [ 24 ]     |
| 2014年11月 | 突厥语历史比较语法·语音学                                 | 苏联科学院语言学研究所编， [苏联]Э.Р.捷尼舍夫编辑， 沈成明、陈伟编译 | 中国社会科学出版社 | [ 25 ]     |

## 奖项及荣誉
- 1998年，获得土耳其共和国功绩勋章（土耳其語：Türkiye Cumhuriyeti Liyakat Nişanı）。
- 2001年，被吉尔吉斯斯坦总统阿卡耶夫授予达纳克尔勋章[26]。
- 2015年，俄罗斯鞑靼斯坦共和国首府喀山的苏维埃区（英语：Sovetsky City District, Kazan）将一条新建道路以捷尼舍夫的名字命名[27]。

## 备注
1. ↑  其名字常被记作“捷尼舍夫”、“埃·捷尼舍夫”[1][2]、“Э.捷尼舍夫”或“E.捷尼舍夫”[3]
2. ↑  该杂志俄语名为“Советская тюркология”，ISSN 0131-677X
3. ↑  分别是1956年到新疆，1957年到青海和1958年到循化
4. ↑  该丛书俄语名为
5. ↑  该词典俄语名为

## 传记
- Тенишева, Е. А. (编).   [Edgem Rakhimovich Tenishev. Life and works. 1921-2004]. Moscow: Insan. 2005. ISBN 5-85840-329-8 （俄语）.
- Dybo, A.V.; Sheymovich, A.V.  . Popatov, V.V.  (编).   [Native linguists of the 20th Century]. Moscow: Izadatelsky Dom YaSK. 2016. ISBN 9785990833036. OCLC 983727295 （俄语）.